# Belle de Vilaine
La Belle de Vilaine est une véritable « chaloupe de Billiers », modèle disparu depuis 1930. Elle en est le seul modèle reconstruit et naviguant actuellement.
Son immatriculation actuelle est VA 847315 (Vannes).
Belle de Vilaine a obtenu le label BIP (Bateau d'intérêt patrimonial) de la Fondation du patrimoine maritime et fluvial en 2007.

## Histoire
Il s'agit de la reconstruction à l'authentique (réplique) d'une chaloupe pontée dit à « cul rond » d'après un plan de 1887 d'un sloop à deux-mâts à voiles au tiers.
Ces chaloupes de Billiers naviguaient en baie de Vilaine entre 1820 et 1930.
Servie par un patron, un matelot et un mousse, la chaloupe était essentiellement destinée à la traction du chalut à perche en dérive « travers au vent » pour la pêche de la civelle (jeune anguille) au printemps, la sole en été, le boucaud (crevette grise) en automne et la raie en hiver. 
Certaines chaloupes pratiquaient aussi le bornage — petit cabotage local — pour le transport du bois, charbon, sel ou froment entre la Loire et la Vilaine. 
La Belle de Vilaine a été mise à l'eau le 24 mai 1994 à Penn-Lann, dans le petit port de Billiers dans le cadre du concours « Bateaux du patrimoine des côtes de France » organisé par le magazine Chasse-Marée à l'occasion des rassemblements de gréements traditionnels des fêtes maritimes de Brest ou de Douarnenez.
Elle est gérée par l'association « Voiles traditionnelles en baie de Vilaine » à Billiers.
Des sorties d'une journée ou de plusieurs jours avec couchage à bord sont organisées de début mai à fin octobre ainsi que des excursions pour les îles du golfe du Morbihan.

## Caractéristiques
Il s'agit d'un gréement de lougre avec deux mâts et 4 voiles au tiers : taillevent, misaine, foc et hunier.